# حمزه محمدی
حمزه محمدی  (زادهٔ ۲۴ فروردین ۱۳۵۷ - ساری) وزنه بردار اهل ایران است. او دارای نشان برنز و طلا در بازی‌های پارالمپیک است.

## عنوان‌ها
بازی‌های پارالمپیک
۲۰۰۴ آتن – یونان برنز
۲۰۰۸ پکن – چین طلا (بالا بردن رکرد پارالمپیک سیدنی)

## بازی‌های جهانی
۲۰۰۲ جهانی مالزی نقره
۲۰۰۶ جهانی کره جنوبی طلا رکورددار جهان
۲۰۰۷ جهانی چین تایپه طلا
۲۰۱۰ جهانی مالزی طلا
۲۰۱۴ جهانی امارات نقره

## بازی‌های آسیایی
۲۰۰۵ آسیایی مالزی طلا
۲۰۰۶ آسیایی فسپیک مالزی طلا
2010 آسیایی گوانگجو چین طلا
۲۰۱۴ آسیایی اینچئون کره نقره

## بازی‌های بین‌المللی
2003 بین‌المللی اسلواکی طلا
۲۰۱۰ بین‌المللی لیبی طلا

## بن‌مایه
1. ↑  «حمزه محمدی». انجمن وزنه‌برداری جانبازان و معلولین جمهوری اسلامی ایران.[پیوند مرده]